# Лозо-Люкское (сельское поселение)
Лозо-Люкское — упразднённое муниципальное образование со статусом сельского поселения в Игринском районе Удмуртии Российской Федерации.
Административный центр — деревня Лозолюк.

## История
Статус и границы сельского поселения установлены Законом Удмуртской Республики от 19 ноября 2004 года № 65-РЗ «Об установлении границ муниципальных образований и наделении соответствующим статусом муниципальных образований на территории Игринского района Удмуртской Республики»
К 18 апреля 2021 года упраздняется в связи с преобразованием района в муниципальный округ.

## Население
| 2010 | 2012 | 2013 | 2014 | 2015 | 2016 | 2017 |
| ---- | ---- | ---- | ---- | ---- | ---- | ---- |
| 562  | ↘550 | ↘546 | ↘515 | ↘493 | ↘479 | ↘437 |
| 2018 | 2019 | 2020 |      |      |      |      |
| ↘411 | ↘407 | ↘399 |      |      |      |      |

## Состав сельского поселения
| №  | Населённый пункт | Тип населённого пункта          | Население |
| -- | ---------------- | ------------------------------- | --------- |
| 1  | Карачум          | деревня                         | ↘12       |
| 2  | Ключёвка         | деревня                         | ↗60       |
| 3  | Лозолюк          | деревня, административный центр | ↘128      |
| 4  | Люк              | деревня                         | ↘45       |
| 5  | Максимовка       | деревня                         | ↘90       |
| 6  | Максимовка       | починок                         | →0        |
| 7  | Туга             | деревня                         | ↘39       |
| 8  | Тугалуд          | деревня                         | →0        |
| 9  | Тюптиево         | деревня                         | ↘133      |
| 10 | Тюптишурйыл      | деревня                         | ↘2        |
| 11 | Устье Люк        | деревня                         | ↘41       |